# Bodies (Robbie Williams-dal)
A Bodies című dal Robbie Williams brit popénekes legújabb, nyolcadik stúdióalbumának, a Reality Killed The Video Starnak a kislemeze, amelyik 2009. október 12-én jelent meg az EMI kiadásában. A kislemez premierje a BBC Rádió The Chris Moyles Show című műsorában volt 2009. szeptember 4-én.
A kislemez az Egyesült Királyság slágerlistáján a 2. helyezést érte el, megjelenésének első hetében 89000 darabot adtak el belőle.
2010. január 4-én a Bodies ezüstlemez minősítést kapott az Egyesült Királyságban, mert ekkorra már több, mint 200.000 darab fogyott el belőle.

## Dallista
Kislemez CD verzió
1. "Bodies" – 4:04
2. "Bodies" (Body Dupla Remix)

Digitális letöltés
1. "Bodies" – 4:04
2. "Bodies" (Body Dupla Remix)
3. "Bodies" (Fred Falke Remix)

## Videóklip
A Bodies videóklipjét Amerikában, Nevada államban, a Mojave sivatagban vették fel. Hivatalos premierje 2009. szeptember 9-én volt. A videóklipet Vaughan Arnell rendezte és Ayda Field, Williams barátnője is szerepel benne.

## Fogadtatás
A Popjustice nevű brit zenei honlap szerint: "A kislemez egy magabiztos, visszatérő single, amelyben nagy kórus kíséri az énekest. A dal jobb, mint a Let Me Entertain You, olyan jó, mint a Rock DJ, de nem éri el a Feel színvonalát. Azt is hozzátették, hogy a Bodies Williams legfontosabb kislemeze az Angels óta és nyilvánvalóan bizonyos fajta megújulásra volt szükség. De ez nem olyan visszatérő kislemez, amely megpróbálja az utolsó 3 évet elfedni. [...] Robbie és Trevor Horn a legjobbat hozták ki egymásból és a "legjobb" szó itt egyenlő Nagy-Britannia legjobb férfi popsztárjának visszatérő kislemezével.

## Helyezések
| Slágerlista (2009)                        | Legmagasabb helyezés |
| ----------------------------------------- | -------------------- |
| Eurochart Hot 100 kislemezlista           | 1                    |
| Magyarország rádiós Top 40 játszási lista | 1                    |
| Hollandia Top 40 kislemezlistája          | 1                    |
| Németország rádiós slágerlistája          | 1                    |
| Olaszország kislemez listája              | 1                    |
| Svájc kislemez lista                      | 1                    |
| Dánia kislemez listája                    | 2                    |
| Egyesült Királyság kislemez listája       | 2                    |
| Ausztria kislemez listája                 | 2                    |
| Finnország kislemez listája               | 2                    |
| Írország kislemez listája                 | 3                    |
| Ausztrália ARIA Top 50 lista              | 4                    |
| Svédország kislemez listája               | 4                    |
| Franciaország kislemez lista              | 8                    |
| Csehország kislemez listája               | 15                   |
| Európa rádiós slágerlistája               | 17                   |
| Spanyolország                             | 18                   |
| Norvégia kislemez lista                   | 19                   |
| Lettország rádiós Top 50 listája          | 21                   |
| Új-Zéland kislemez lista                  | 30                   |
| Dánia Top 40 listája                      | 31                   |
| Chile Top 100 lista                       | 43                   |
| Lengyelország rádiós slágerlistája        | 48                   |
| Japán Hot 100 lista                       | 54                   |
| Európa kislemez listája                   | 59                   |
| Oroszország rádiós slágerlistája          | 65                   |
| Argentína Top 100 lista                   | 85                   |

| Ország             | Minősítés (ha van) | Eladás   |
| ------------------ | ------------------ | -------- |
| Ausztrália         | aranylemez         | 35,000+  |
| Svájc              | platinalemez       | 20,000+  |
| Egyesült Királyság | ezüstlemez         | 200,000+ |

| Év végi slágerlista (2009)   | Pozíció |
| ---------------------------- | ------- |
| Ausztria kislemez listája    | 16      |
| Németország kislemez listája | 15      |
| Svájc kislemez listája       | 16      |
| European Hot 100 lista       | 36      |

## Megjelenés
| Ország             | Megjelenés dátuma   | Formátum           | Kiadó                  |
| ------------------ | ------------------- | ------------------ | ---------------------- |
| Egyesült Királyság | 2009. szeptember 4. | rádiós megjelenés  | Virgin Records, EMI    |
| Németország        | 2009. október 9.    | kislemez CD        | Chrysalis Records, EMI |
| Ausztria           | 2009. október 9.    | kislemez CD        | Chrysalis Records, EMI |
| Svájc              | 2009. október 9.    | kislemez CD        | Chrysalis Records, EMI |
| Egyesült Királyság | 2009. október 11.   | digitális letöltés | Virgin Records, EMI    |
| Franciaország      | 2009. október 12.   | kislemez CD        | Virgin Records, EMI    |
| Egyesült Királyság | 2009. október 12.   | kislemez CD        | Virgin Records, EMI    |
| Mexikó             | 2009. október 13.   | digitális letöltés |                        |